# Viola dissecta
Viola dissecta Ledeb. – gatunek roślin z rodziny fiołkowatych (Violaceae). Występuje naturalnie w azjatyckiej części Rosji, Kazachstanie, Kirgistanie, Mongolii, na Półwyspie Koreańskim oraz w Chinach (w prowincjach Gansu, Hebei, Heilongjiang, Henan, Hubei, Jilin, Liaoning, Qinghai, Shaanxi, Shanxi, północnym Syczuanie i Zhejiang oraz w regionach autonomicznych Mongolia Wewnętrzna i Ningxia). 

## Morfologia
PokrójBylina dorastająca do 4–100 cm wysokości, tworzy kłącza.
LiścieBlaszka liściowa ma kształt od owalnego do podługowato lancetowatego. Mierzy 2–7 cm długości oraz 0,5–2,2 cm szerokości, jest karbowana lub ząbkowana na brzegu, ma sercowatą nasadę i ostry wierzchołek. Ogonek liściowy jest nagi i ma 20 mm długości. Przylistki są pierzaste i osiągają 8–48 mm długości.
KwiatyPojedyncze, wyrastające z kątów pędów. Mają działki kielicha o kształcie od podługowatego do równowąsko lancetowatego i dorastające do 13–19 mm długości. Płatki są odwrotnie jajowate, mają białą lub fioletową barwę oraz 10–18 mm długości, dolny płatek jest odwrotnie sercowaty, z żółtymi żyłkami, posiada obłą ostrogę o długości 4-7 mm.
OwoceTorebki mierzące 8-11 mm długości, o podługowato jajowatym kształcie.

## Biologia i ekologia
Rośnie w lasach, na łąkach i skarpach. 